# Більдерлінг Петро Олександрович
Бі́льдерлінг Петро́ Олекса́ндрович — артилерист, промисловець та сільський господар. Став відомий як партнер братів Нобель та орендатор при модернізації Іжевського заводу, в подальшому — один із засновників та голів правління товариства «Бранобель».
Народився в баронському роді балтійських німців — вихідців із Курляндії. Навчався в Пажеському корпусі, закінчив Михайлівське артилерійське училище. Брав участь у війні на Кавказі. Подальша діяльність була пов'язана з переозброєнням армії та масовим виробництвом стрілецької зброї. Був орендатором Іжевського заводу, який він суттєво модернізував. брав участь в російсько-турецькій війні 1877-78 років, був важко поранений. Після відходу у відставку активно брав участь в нафтовому бізнесі братів Нобель, був в числі перших його акціонерів. В садибі під Лугою створив зразкове господарство та влаштував дослідну сільськогосподарську і метеорологічну станцію.